# Abdukce (odvození)
Abdukce (z lat. odvození) je podle Aristotela úsudek, kterého vyšší premisa je jistá, a kterého nižší premisa je sice nejistá, ale právě tak věrohodná jako závěr nebo ještě věrohodnější. Abdukce v tomto smyslu je tedy pravděpodobnostní úsudek ve formě sylogismu. Jde o takový typ usuzování, při kterém se na základě určité skupiny faktů vytváří vysvětlující hypotéza (Charles Sanders Peirce).
Zjednodušeně řečeno, abduktivní úvaha je taková, která se pro daná fakta snaží najít věrohodné vysvětlení. 

## Příklad
1. Premisa: Auto stojí a nemůže nastartovat.
2. Úsudek (abduktivní): V nádrži není palivo.

Absence paliva není jediné možné vysvětlení, příčina může být jiná (například porucha), ale v nějakém kontextu může být hypotéza o palivu věrohodnější, než hypotéza o poruše.